# 塩尻市立丘中学校
塩尻市立丘中学校（しおじりしりつ おかちゅうがっこう）は、長野県塩尻市広丘野村にある公立中学校である。

## 沿革
- 1950年（昭和25年） - 広丘片丘中学校組合立丘中学校として竣工、翌年に設立となった。
- 1959年（昭和34年） - 塩尻市立丘中学校となる。
- 1989年（平成元年） - 市立広陵中学校と分離される。
- 2010年（平成22年） - 60周年記念式典が挙行される。なお、校章は学校の周囲に多数咲き乱れている「すみれ」の花をモチーフにしている[1]。

## 通学区域
南内田区、北熊井区、南熊井区、中挟区、君石区、内田原区、野村区、吉田一区、吉田二区、吉田三区、吉田四区、吉田五区。

## 教育目標
- 「真理を求め　真実に生きる」

目指す子供の像
1. 愛情・・・自然を愛し、人を愛し、そのよき友となろう。
2. 礼儀・・・礼儀を正しくして、謙虚な親切な人になろう。
3. 勉強・・・猛烈に勉強して、真の学力を身につけよう。
4. 健康・・・心身を健康にして、明朗快活な人になろう。
5. 勤労・・・勤労の週間を身につけ、家や学校や社会のために働こう。
6. 奉仕・・・思いやりの心をもって、進んで人のために尽くそう。

教育の重点
「生き生きと生きる〜よく学び、自分を伸ばす、マナーの良い丘中生〜」。

## 主な卒業生
- 百瀬優 - 柔道選手
- 山岸絵美 - 柔道選手
- 津金恵 - 柔道選手
- 出口クリスタ - 柔道選手